# 328 Gudrun
328 Gudrun је астероид главног астероидног појаса са пречником од приближно 122,92 km.
Афел астероида је на удаљености од 3,453 астрономских јединица (АЈ) од Сунца, а перихел на 2,780 АЈ.
Ексцентрицитет орбите износи 0,107, инклинација (нагиб) орбите у односу на раван еклиптике 16,117 степени, а орбитални период износи 2010,202 дана (5,503 година).
Апсолутна магнитуда астероида је 8,60 а геометријски албедо 0,042.
Астероид је откривен 18. марта 1892. године.